# Torodi
Torodi – miasto w Nigrze, w regionie Tillabéri, w departamencie Say.